# Balassi-Institut

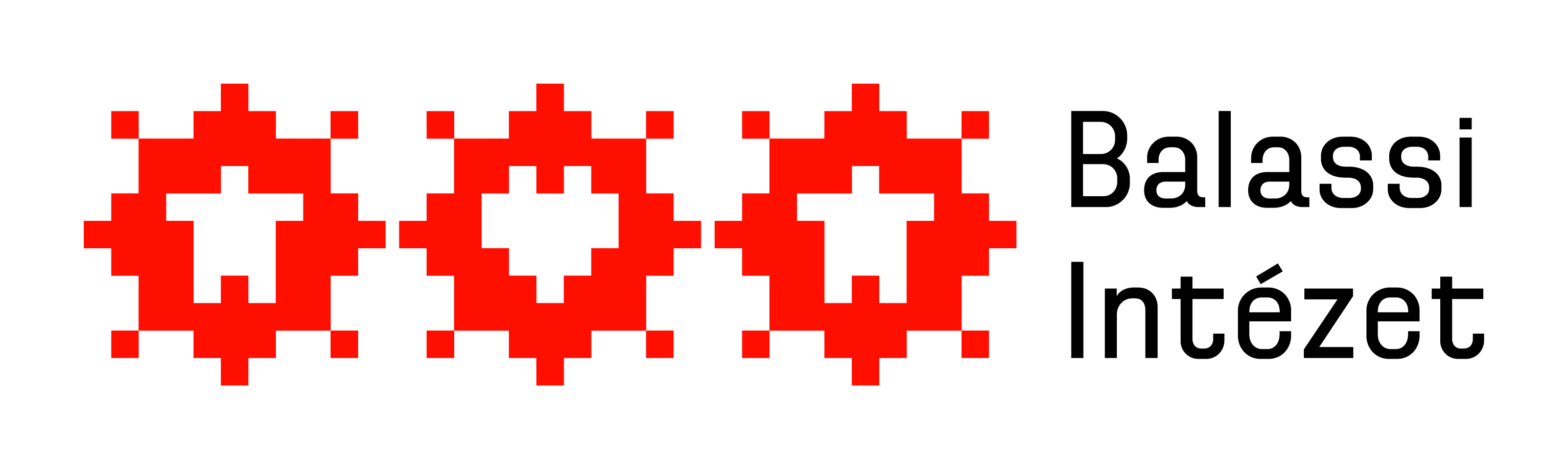
Logo

Das Balassi-Institut (ungarisch Balassi Intézet) ist ein ungarisches Kulturinstitut, das sich der Förderung der ungarischen Sprache und Kultur widmet. Namensgeber für das Institut war der ungarische Dichter Bálint Balassa (1554–1594), der als Schöpfer des ungarischen Liebeslyrik gilt. Das Balassi-Institut hat ihren Hauptsitz in Budapest. 
Hauptaufgaben des Instituts sind die Unterstützung ungarischer Sprecher im Ausland, beispielsweise der ungarischen Minderheiten in den umliegenden Ländern. Das Institut bietet Fortbildungen für Ungarischlehrer an und stellt Lehrmaterialien zur Verfügung. Darüber hinaus nimmt das Institut die staatlich anerkannte Ungarisch-Sprachprüfungen ab. Zur Förderung des Ungarischen im Inland vergibt das Institut Stipendien für Ungarisch-Sprachkurse. 
Das Institut fördert die Hungarologie (Ungarn-Forschung) im Ausland, indem es die meist an Universitäten bestehenden ungarischen Zentren vernetzt. Das Institut veröffentlicht in eigenen Publikationsorganen und unterhält eine eigene Bibliothek. Darüber hinaus unterstützt es den Aufbau ungarnbezogener Bibliotheken im Ausland. Das Institut organisiert Konferenzen, kulturelle Veranstaltungen und Ausstellungen zur ungarischen Sprache und Kultur. 

## Geschichte

Ehemaliges Logo des Bálint Balassi Instituts

Das Institut wurde am 1. Januar 2002 mit Hauptsitz in Budapest gegründet. Ziel war es, ein nationales Kulturinstitut wie das Goethe-Institut oder den British Council zu schaffen. Das Institut ging aus dem seit knapp 50 Jahre bestehenden Ungarischen Sprachinstitut und dem 1989 gegründeten Internationalen Hungarologischen Zentrum hervor.

## Liste der Institute

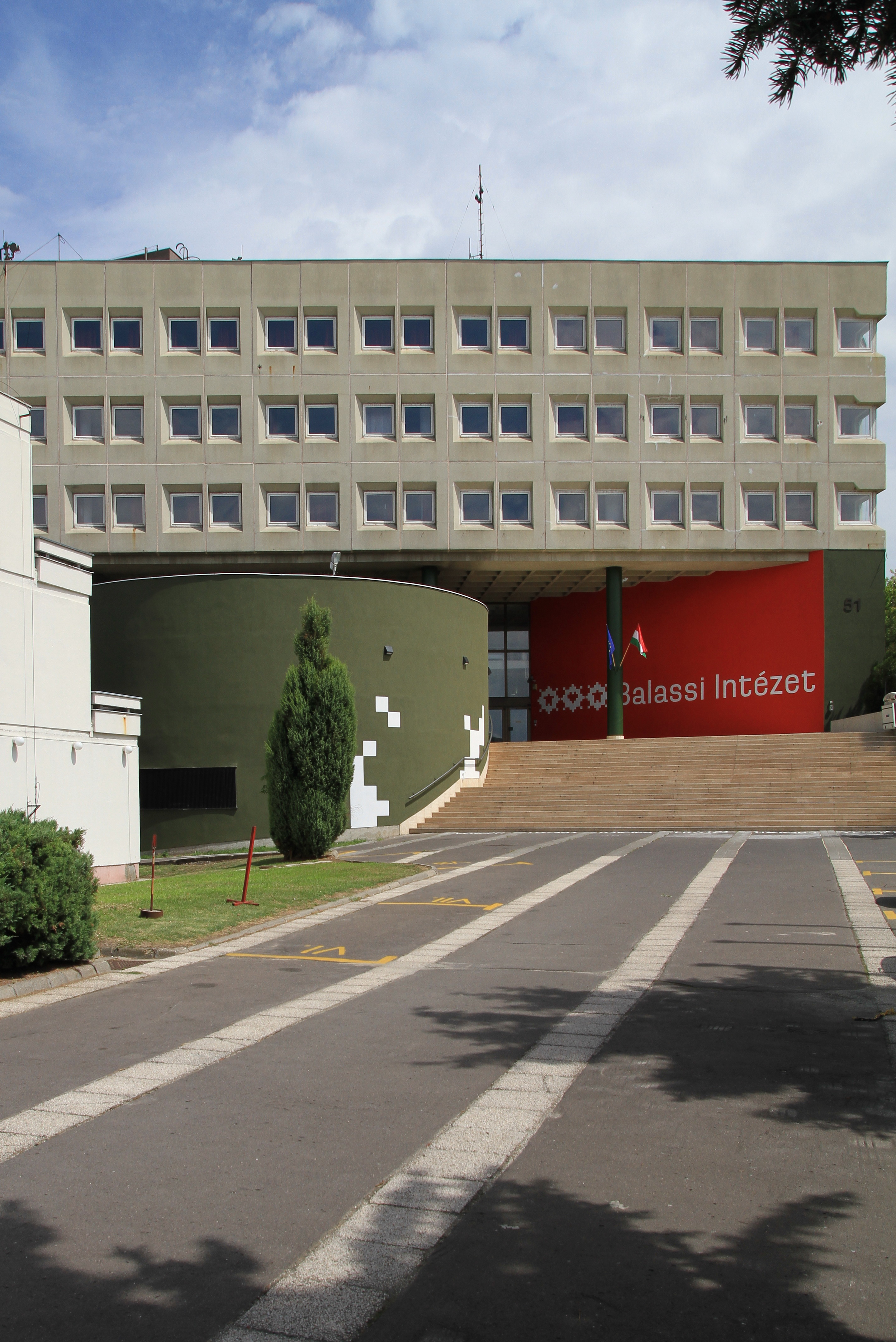
Sitz in Budapest

Es bestehen insgesamt 19 Institute.

### Afrika
- Kairo, Ägypten

### Asien
- Neu-Delhi, Indien

### Europa
- Berlin, Deutschland
- Bratislava, Slowakei
- Brüssel, Belgien
- Bukarest, Rumänien
- Helsinki, Finnland
- London, Vereinigtes Königreich
- Moskau, Russland
- Paris, Frankreich
- Prag, Tschechische Republik
- Rom, Italien
- Sfântu Gheorghe Rumänien
- Sofia, Bulgarien
- Stuttgart, Deutschland
- Tallinn, Estland
- Warschau, Polen
- Wien, Österreich

### Nordamerika
- New York, Vereinigte Staaten